# Job de Ruiter
Jacob „Job” de Ruiter (ur. 12 kwietnia 1930 w Giessendam, zm. 4 października 2015 w Naarden) – holenderski prawnik, nauczyciel akademicki i polityk, profesor, deputowany, w latach 1977–1982 minister sprawiedliwości, następnie do 1986 minister obrony.

## Życiorys
Ukończył szkołę średnią w Haarlemie, a w 1953 studia prawnicze na Uniwersytecie w Utrechcie. Doktoryzował się na tej samej uczelni w 1963. Początkowo pracował na macierzystym uniwersytecie, następnie praktykował jako adwokat w Hadze i Amsterdamie. Później orzekał jako sędzia w Zutphen. W 1970 został profesorem na Wolnym Uniwersytecie w Amsterdamie. W latach 1976–1977 pełnił funkcję rektora tej uczelni. Specjalizował się w prawie rodzinnym i prawie karnym nieletnich.
W drugiej połowie lat 70. zaangażował się w działalność polityczną. Związał się z Partią Antyrewolucyjną, z którą w 1980 dołączył do Apelu Chrześcijańsko-Demokratycznego. Od grudnia 1977 do listopada 1982 sprawował urząd ministra sprawiedliwości w rządach, którymi kierował Dries van Agt. Od czerwca do września 1981 oraz od września do listopada 1982 wykonywał mandat deputowanego do Tweede Kamer, niższej izby Stanów Generalnych. Od listopada 1982 do lipca 1986 zajmował stanowisko ministra obrony w gabinecie Ruuda Lubbersa.
W latach 1986–1990 pełnił funkcję prokuratora generalnego przy sądzie apelacyjnym w Amsterdamie. Od 1989 do 1995 był profesorem na Uniwersytecie w Utrechcie. W latach 90. przewodniczył radzie doradczej do spraw sztuki (Raad voor de Kunst).
Komandor Orderu Lwa Niderlandzkiego (1986).